# 국계서원
국계서원은 충청북도 청주시 청원구에 있다. 2015년 4월 17일 청주시의 향토유적 제109호로 지정되었다.

## 개요
1701년 박중영, 변경복, 이덕수, 이수언을 제향하기 위해 세운 서원이다.